# Gare de Zaporijia-I
La gare de Zaporijia-I, (ukrainien : Запоріжжя I) est une gare ferroviaire ukrainienne située à proximité du centre-ville de Zaporijia.

## Histoire
La gare est construite en 1873 pour la Lozova-Sevastopol Railway, puis reconstruite en 1954. Elle se situe au 6D de l'Avenue Sobornyi.
Depuis 2023 une fresque a été réalisée par l'artiste français d'origine ukrainienne Mykita Kravtsov.

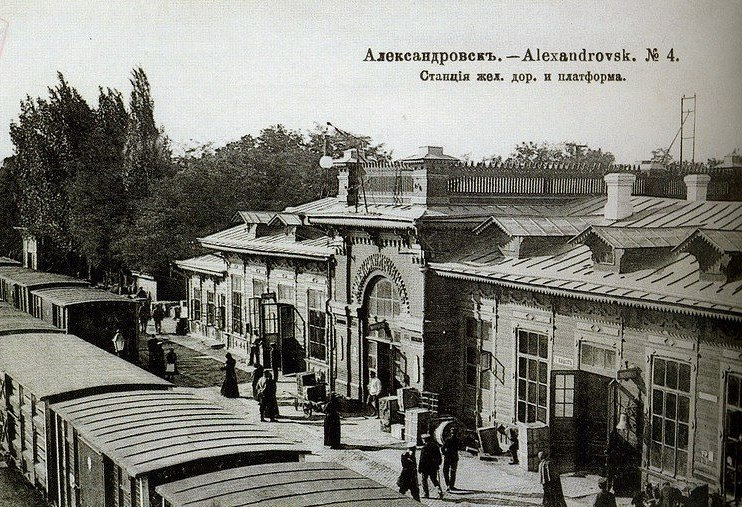
La gare en 1920.